# Unicoop Firenze
Unicoop Firenze è una delle sette grandi cooperative di consumatori del sistema Coop, e come tale aderisce all'ANCC della Lega Nazionale delle Cooperative e Mutue e al consorzio cooperativo Coop Italia, in cui, insieme alla neonata Unicoop Etruria (frutto della fusione di Coop Centro Italia e a Unicoop Tirreno) ed ad oltre 75 piccole e medie cooperative toscane, aderisce al Distretto Tirrenico.

## Storia
Unicoop Firenze è nata nel 1973 dalla fusione tra Unicoop Empoli e Toscocoop (già Casa del Popolo di Sesto Fiorentino), entrambe a loro volta nate da una lunga serie di incorporazioni di piccole cooperative monospaccio. Come presidente è stato eletto Turiddo Campaini, già direttore dell'Unicoop Empoli e tutt'oggi presidente onorario della cooperativa.
La nuova cooperativa aveva 131 spacci, la stragrande maggioranza dei quali tradizionali, con un solo supermercato a Firenze di 655 m², alcune superettes nonché alcuni negozi singoli come macellerie, ortofrutta e mobili.
Nel 1975, come già in altre cooperative, ci fu l'impatto della crisi petrolifera, che aveva prodotto una perdita pari al 5% del fatturato, ma si reagì velocemente con un forte processo di risanamento, motivando il gruppo dirigente e i soci, e già nel 1977 il bilancio andò in utile
Nel 1975 iniziò anche un primo ammodernamento della rete di vendita, con una riduzione degli spacci tradizionali e l'aumento dei supermercati oltre i 400 m², e i punti vendita vennero ridotti a 84.
Nel 1976 sbarcò nella città di Siena, dov'era già presente Unicoop Senese (ora Coop Centro Italia), assorbendo uno spaccio aziendale, e successivamente anche un'azienda privata dalla quale furono rilevati due supermercati e un discount, e nel 1978 venne aperto a Pistoia il primo grande supermercato integrato della cooperativa, con 3.000 m² di area di vendita. Fu portato avanti l'ammodernamento e nel 1983 si arrivò all'apertura in totale di 15 grandi supermercati, e i punti vendita si ridussero a 78 con 1.687 dipendenti.

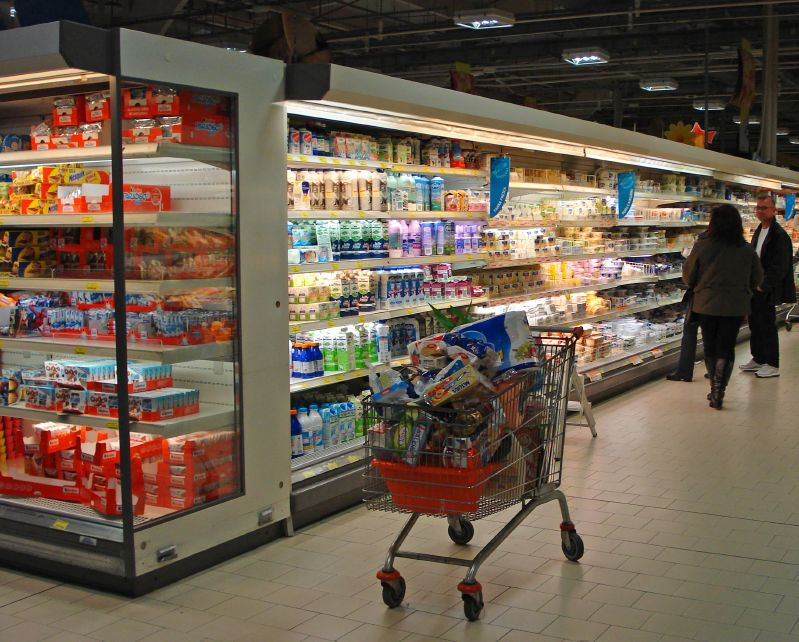
Ipercoop ad Arezzo

Nel 1988 aprì il primo Ipercoop della cooperativa, tra i primi in Italia, nel centro commerciale "Montecatini" di Massa e Cozzile (PT), che venne gestito tramite una società controllata, la Sic. Ad esso ne seguiranno altri 5: Montevarchi (AR) nel 1994, Lastra a Signa (FI) nel 1997, Arezzo nel 1998, Cascina (PI) nel 1999 e Sesto Fiorentino (FI) nel 2003.
Nel 1998 fu realizzata, dopo lunghe trattative iniziate nel 1993, la fusione per incorporazione in Unicoop Firenze dell'Unicoop Pontedera - Cooperative Pisane Riunite, una cooperativa molto ramificata in provincia di Pisa, che aveva 19 punti vendita di cui 6 supermercati e 13 superettes. I supermercati confluirono direttamente nella capogruppo, mentre le superettes vennero gestite da una società controllata, la Smc, creata ad hoc per gestire le piccole superfici. Unicoop Firenze fu così la prima cooperativa a creare un canale distinto per i piccoli supermercati, e ad adottare l'insegna "InCoop". La Smc è confluita nella capogruppo nel 2004 e le piccole superfici sono ora gestite da un'apposita divisione aziendale.

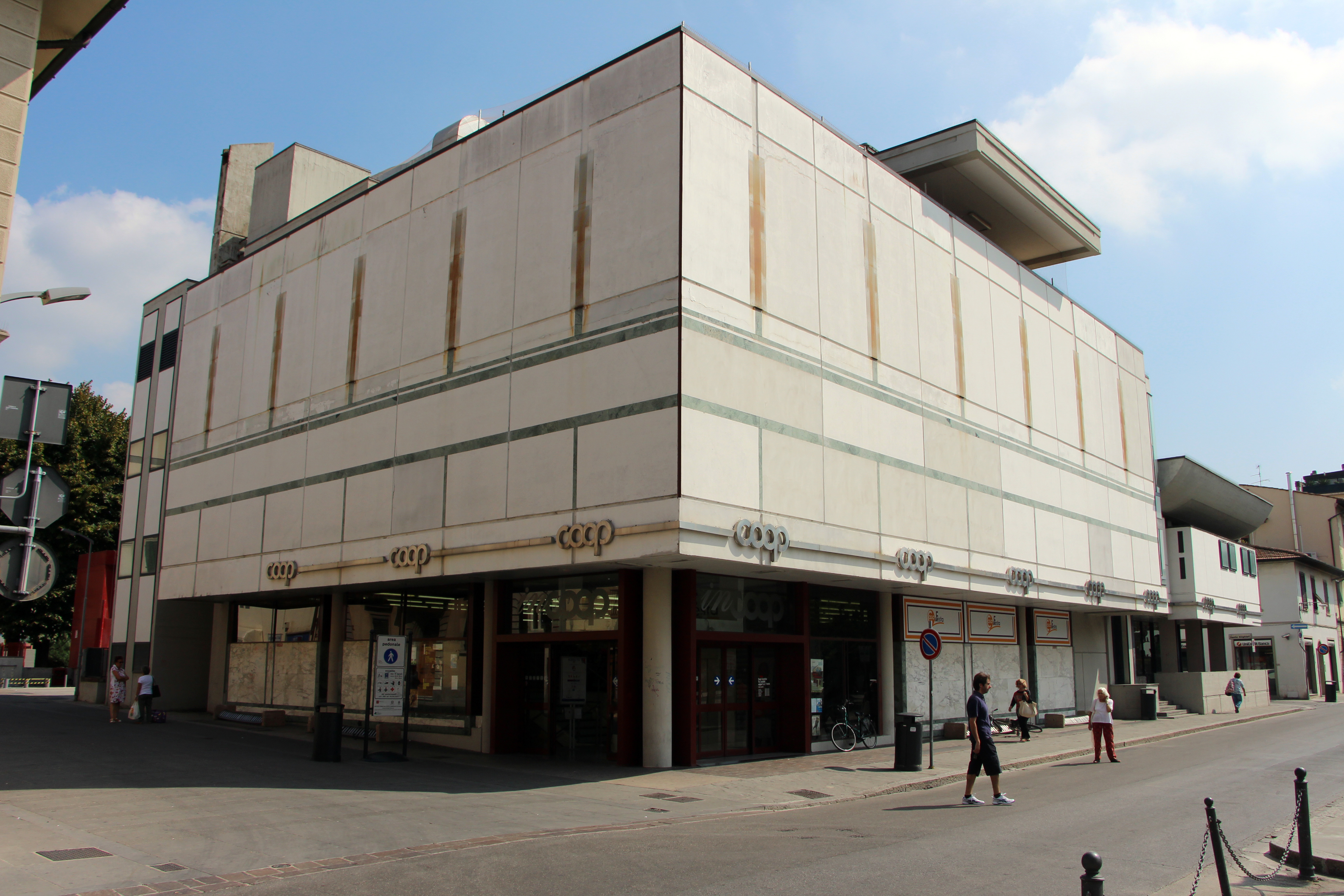
Negozio nell'Edificio Pluriuso (COOP) a Sesto Fiorentino

Il 2001 ha visto il trasferimento della sede logistica dagli storici magazzini di Sesto Fiorentino alla nuova sede edificata nel comune di Scandicci. In questa sede hanno confluito anche quasi tutti gli uffici amministrativi e formativi, ad eccezione di pochi altri e della presidenza, situati in centro a Firenze, a Villa Meyer. A partire dall'inaugurazione della nuova sede, la cooperativa ha iniziato ad esternalizzare le attività logistiche dei magazzini. Questo orientamento ha di fatto creato alcuni periodi di tensione tra dirigenza e sindacati.
Negli anni successivi fu dato il via ad un processo di ristrutturazione di numerosi punti vendita, tra i quali negli ultimi anni si possono ricordare i supermercati di Fucecchio, Borgo San Lorenzo e l'InCoop di Sovigliana (FI) nel 2006 e la ristrutturazione di 3 supermercati a Firenze, di quelli di Sansepolcro (AR), di Poggibonsi (SI), dell'InCoop di Vicchio (FI) nel 2007 e del supermercato di Pontassieve (FI) nel 2008.
Una grande apertura è stata il Centro*Empoli di Empoli (FI) il 25 ottobre 2007, un grande complesso con un superstore Coop di rilevanti dimensioni, insieme a diverse altre attività commerciali, artigianali, un poliambulatorio della Asl e la sede della Polizia Stradale. Sulla scia di Empoli sono stati inaugurati due nuovi centri commerciali con grande supermercato Coop: il Parco*Prato di Prato il 16 novembre 2009 e il Centro*Pontedera di Pontedera (PI) il 22 novembre 2009.

Logo dei supermercati Doc*

Nell'ottobre 2010 Unicoop Firenze acquisì dal Gruppo Luciani (affiliato GS - Carrefour), tramite una nuova società costituita ad hoc, 8 supermercati di cui due superstore già a marchio GS e Dì per Dì, e di 8 supermercati a marchio DiCa Market situati a Roma e provincia. 
Il Gruppo Luciani detenne una quota residuale del 5% nella nuova società, e i punti vendita portarono l'insegna fantasia Doc*.
Al termine di un periodo di transizione, Unicoop Firenze doveva acquisire l'intero capitale sociale della newco ma i punti vendita non passarono mai a insegna Coop. Nel luglio del 2024, poi, Unicoop Firenze ha ceduto i supermercati Doc* alla cooperativa PAC2000A affiliata a Conad.
Il 7 ottobre 2010 è stato aperto un nuovo supermercato Coop a Monsummano Terme (PT), il 17 novembre 2010 ne è stato aperto uno a Montemurlo (PO) e il 6 dicembre 2010 uno a Quarrata (PT).
Il 10 maggio 2011 è stato aperto un nuovo supermercato Coop a Santa Maria a Monte (PI) e il 24 novembre uno a Figline Valdarno (FI).
Nel maggio 2012 viene inaugurato il supermercato di Firenze Novoli, a insegna Coop.fi, che dedica molto spazio ai freschi, e viene ristrutturato l'InCoop di Montevarchi (AR).
Nel 2012 il presidente Turrido Campaini, illustrando la nuova strategia di sviluppo di Unicoop Firenze, ha dichiarato l'uscita della Cooperativa dal canale ipermercati, rinunciando alle nuove aperture e decidendo di convertire in superstore i punti vendita già operanti. Il primo ipermercato ad essere "declassato" è stato quello di Montecatini Terme (PT), con il quasi dimezzamento della superficie di vendita (da oltre 9 000 m² a 5.500). A Montecatini è seguito poi Sesto Fiorentino (FI). Lo spazio libero lasciato da Unicoop è stato occupato da grandi superfici specializzate.
Il 7 marzo 2013 è stato inaugurato un nuovo supermercato a marchio Coop.fi  nel contesto della riqualificazione dell'area ex Saint-Gobain nel quartiere Porta a Mare di Pisa.
Il 14 giugno 2014, al rinnovo delle cariche, lo storico presidente del consiglio di sorveglianza è stato sostituito nel suo incarico da Daniela Mori, assumendo il ruolo di presidente onorario.
Nel mese di gennaio 2022, Unicoop Firenze, attraverso la società controllata Terre di Mezzo, acquisisce i 29 punti vendita toscani di Coop Centro Italia, situati nelle province di Siena ed Arezzo.
Nel 2022, apre lo stabilimento di via Caracciolo 11 a Firenze (zona Cure), in sostituzione dello stabilimento sito in via della Madonna della Querce.

## Assetto societario
Dal 2 gennaio 2008 Unicoop Firenze si è data una struttura duale che però poggia su tre organi che ordinati per gerarchia sono:
- L'Assemblea generale dei soci, che è un organo d'indirizzo e decisione su tutte le più importanti materie istituzionali (la base sociale si articola in 38 sezioni soci, che sono sparse sul territorio e hanno funzione di raccordo tra i soci stessi e i vertici della cooperativa);
- Il Consiglio di sorveglianza, che è espressione dell'assemblea, ovvero dei soci proprietari di Unicoop Firenze, in questo organismo (nessuno dei suoi componenti può essere dipendente della cooperativa). Il Consiglio di sorveglianza ha potere d'indirizzo strategico e controllo sulle scelte dei dirigenti;
- Il Consiglio di gestione che deve risultare composto da un numero di componenti non inferiore a cinque né superiore a nove. Questo organo si occupa della gestione della cooperativa;

## Soci
Al 31 dicembre 2021 i soci erano 1.089.640, organizzati in 38 Sezioni Soci territoriali. 
I soci prestatori, ovvero titolari di libretto di prestito sociale, al 31 dicembre 2013 erano 247.779 (circa 4500 in meno rispetto agli anni appena precedenti) ed hanno in deposito un totale di circa 2,2 miliardi di euro. Da aprile 2011 Unicoop Firenze ha introdotto il Prestito Sociale Vincolato, che permette di avere interessi più elevati vincolando quote del proprio prestito sociale per 18 mesi.
Unicoop Firenze realizza circa l'80% delle sue vendite con i suoi soci.
Unicoop Firenze dispone di una propria rivista denominata "Informatore", che viene distribuita gratuitamente a tutti i soci nei punti vendita e i cui articoli, dai numeri del 1998, vengono mantenuti consultabili online.
Unicoop Firenze utilizza come carta socio non la classica tessera con la scritta "SocioCoop" su sfondo azzurro, ma un prato verde con sopra un cielo poco nuvoloso con in basso a sinistra la dicitura Socio e in basso a destra il logo di Unicoop Firenze.

## Progetti

### Fondazione Il cuore si scioglie
Nasce nel 2010 per proseguire le iniziative di solidarietà e raccolta fondi già portate avanti dalla cooperativa, in particolare nel campo delle adozioni a distanza. Con il tempo ha intrapreso progetti di solidarietà verso le fasce più svantaggiate di popolazione, nazionale ed internazionale, lavorando per far incontrare bisogno e solidarietà

### Biblio Coop
Dal 2014, Unicoop Firenze ed Unicoop Tirreno, in collaborazione con la Regione Toscana, hanno promosso l'istituzione di un servizio gratuito di prestito libri all'interno delle strutture commerciali denominato BiblioCoop, con lo scopo di promuovere la biblioteca e la lettura; l'iniziativa si rende possibile per l'adesione delle biblioteche comunali di Firenze, Arezzo, Lucca, Pistoia, Pisa, Prato, Siena e quelle dei comuni nelle relative province, che forniscono i libri e il materiale multimediale che va in prestito. Con la collaborazione di volontari, in 27 punti vendita, ognuno dei quali fa capo una sezione soci, sono stati allestiti degli angoli dedicati ai libri (Bibliocoop, appunto), con i servizi di ricerca, ordinazione e ritiro dalle biglioteche comunali, e lettura libri, lettura di giornale, noleggio DVD e tesseramento alla biblioteca di riferimento. Al servizio si aggiungono iniziative periodiche di promozione della lettura.

## Collaborazioni
Unicoop Firenze ha due strette collaborazioni:
- Insieme alla società tedesca di bricolage Obi controlla la società BBC (Brico Business Cooperation), che gestisce i punti vendita a insegna Obi in Italia;
- La cooperativa mantiene una forte legame con la Banca Monte dei Paschi di Siena, della quale possiede circa il 3% del capitale e con la quale sono attive diverse joint venture, tra cui Integra S.p.A., società controllata congiuntamente da Cooperativa e Mps che emette e gestisce diverse carte di pagamento per i soci di Unicoop Firenze, Unicoop Tirreno e Coop Centro Italia.

## Società Controllate
Terre di Mezzo è una società a responsabilità limitata, controllata al 100% da Unicoop Firenze, che ha acquistato da Coop Centro Italia 29 punti vendita nelle province di Arezzo e Siena. Con questa acquisizione Unicoop Firenze si pone l'obiettivo di rafforzare la sua presenza in Toscana, consolidando ulteriormente la cooperazione sul territorio.
Levante S.r.l. (50%  Unicoop Tirreno  è una joint venture tra Unicoop Tirreno e Unicoop Firenze per la gestione di un'area a Livorno dove verrà costruito un centro commerciale con annesso superstore e una zona residenziale

## La rete di vendita
Unicoop Firenze conta attualmente 133 punti vendita, divisi tra 50 minimercati a insegna InCoop, 30 supermercati tradizionali e 53 superstore a insegna Coop, dopo aver ridimensionato i 5 ipermercati a insegna Ipercoop.
Questo è il dettaglio della rete di vendita:
- Toscana
  - Provincia di Lucca 1: 2 minimercati InCoop, 1 supermercato Coop;
  - Provincia di Pisa: 12 minimercati InCoop, 2 supermercati Coop, 8 superstore Coop;
  - Provincia di Pistoia: 1 minimercato InCoop, 6 superstore Coop;
  - Provincia di Prato: 3 minimercati InCoop, 2 superstore Coop;
  - Provincia di Firenze: 21 minimercati InCoop, 10 supermercati Coop, 25 superstore Coop;
  - Provincia di Siena 1: 11 minimercato InCoop, 11 supermercati Coop, 5 superstore Coop;
  - Provincia di Arezzo: 1 minimercato InCoop, 7 supermercati Coop, 5 superstore Coop.

1 Provincia dov'è presente anche Unicoop Tirreno
Alla rete gestita direttamente, fino al 2024, Unicoop Firenze gestiva anche 14 punti vendita a insegna Doc* di cui 12 supermercati e 2 superstore situati a Roma e provincia, quando nello stesso anno sono stati ceduti alla cooperativa PAC2000A affiliata a Conad.
Come si può notare, Unicoop Firenze è in un'area ad intensa sovrapposizione cooperativa: in nessuna provincia dove è presente è l'unica cooperativa di consumatori. Infatti, oltre alle sovrapposizioni in provincia di Lucca e Siena con Unicoop Tirreno, nelle province di Pisa, Pistoia, Prato, Firenze, Siena ed Arezzo sono presenti numerose piccole cooperative.

## Sviluppi sulla rete di Vendita
Unicoop Firenze opera in un contesto territoriale caratterizzato da un’elevata densità cooperativa. In nessuna delle province in cui è presente, infatti, rappresenta l’unica cooperativa di consumatori attiva: il territorio toscano risulta frammentato dalla coesistenza di numerose realtà cooperative, spesso con sovrapposizioni operative e commerciali.
In tale scenario, è ipotizzabile che, in una prospettiva di razionalizzazione e consolidamento del sistema cooperativo, Unicoop Firenze possa avviare, nei prossimi anni, operazioni di incorporazione o acquisizione delle cooperative minori presenti nel territorio, al fine di rafforzare la propria capillarità distributiva e ottimizzare l’integrazione logistica, tecnologica e commerciale. Tuttavia, secondo fonti interne e proiezioni organizzative, eventuali interventi di questa natura non sarebbero previsti prima del 2025, periodo successivo alla completa finalizzazione del processo di fusione tra Coop Liguria e Coop Lombardia, attualmente in corso, il cui esito dovrebbe comprendere anche l’inglobamento di Nova Coop, in un’ottica di progressiva unificazione del comparto cooperativo del Centro-Nord Italia.
Parallelamente, Unicoop Firenze sta portando avanti una serie di interventi infrastrutturali e commerciali già pianificati negli anni precedenti, in coerenza con il proprio piano strategico di sviluppo e con la volontà di rafforzare la presenza nei centri urbani e nelle aree di prossimità.
Tra questi progetti si colloca l’apertura del nuovo punto vendita Palagetta, situato nel comune di Campi Bisenzio, in provincia di Firenze. Il negozio è ubicato in Via del Campo e ha aperto ufficialmente alle vendite la mattina di mercoledì 2 aprile 2025.

## Personaggi chiave di Unicoop Firenze
Questa azienda cooperativa, che ha notevolmente segnato il panorama commerciale della Toscana, ha avuto ed ha al suo interno personalità che ne hanno fatto la storia. Tra queste, degne di rilievo sono le figure di:
- Duilio Susini: presidente di Unicoop Empoli fino al 1971 e che gestisce i momenti più salienti e critici verso la fusione con Unicoop Firenze, diventandone parte dell'esecutivo fino alla morte, avvenuta nel 1987. Ad Empoli, sua città natale, gli è stata intitolata una via del centro, sede di un supermercato Coop[25].
- Sanzio Benvenuti: presidente di Coop Italia Sesto Fiorentino, che poi diventerà nel 1978 Consorzio Cooperative Consumo Firenze, e ne manterrà la carica fino alla fusione con Unicoop Firenze, avvenuta nel 1994[26].
- Golfredo Biancalani: gestisce l'apertura del primo grande supermercato di Unicoop, a Prato. Successivamente diviene parte della direzione, presso la sede. Nel 1995 è eletto amministratore delegato, per la gestione commerciale. Dopo l'avvicendamento con Armando Vanni ricopre il ruolo di Presidente del Consiglio di Gestione[27].
- Turiddo Campaini: nel 1963 viene assunto presso la Cooperativa del Popolo di Empoli, diventandone direttore amministrativo. Nel 1973 è la volta della nascita di Unicoop Firenze, di cui diviene presidente. La nomina di Campaini alla presidenza rappresenta un vero e proprio salto generazionale rispetto alla vecchia dirigenza. Si assiste sotto la sua presidenza, ad una sintesi tra politica ed esigenze commerciali. Campaini riesce a mantenere un legame con la rappresentanza dei soci, le cui esperienze erano maturate nel periodo della Resistenza. Nel 2003 entra nel Consiglio di amministrazione della Banca Monte dei Paschi di Siena, in rappresentanza dell'omonima fondazione.

## Curiosità
- Unicoop Firenze, dopo la sperimentazione avvenuta in Coop Lombardia, nel punto vendita  Centro Piazza Lodi a Milano, è stata la seconda cooperativa in Italia a lanciare il "Salvatempo", lo strumento di auto-scansione della spesa riservato ai soci poi adottato anche dalle altre cooperative di consumatori nel resto d'Italia.
- Unicoop Firenze realizza InformaCoop, una trasmissione televisiva settimanale in onda sulle emittenti locali RTV38, Italia 7 e Toscana TV e in streaming sul canale YouTube della cooperativa.[28]
- Unicoop Firenze, nel proprio territorio non ha le stazioni di servizio a marchio Enercoop, ma attualmente non è consolidata l’idea di questo tipo di infrastrutture.